# Flo & Eddie
Flo & Eddie (Mark Volman, Flo y Howard Kaylan, Eddie) es un dúo de rock cómico estadounidense.
Ambos músicos fueron miembros fundadores de la agrupación the Turtles, reconocida por su éxito "Happy Together" de 1967. Después de la disolución de la banda, Volman y Kaylan se unieron a la banda de Frank Zappa, the Mothers of Invention con los seudónimos Phlorescent Leech & Eddie. Debido a restricciones contractuales efectuadas a comienzos de su carrera, Volman y Kaylan fueron prevenidos de usar el nombre 'the Turtles', al igual que sus propios nombres en el contexto musical, hecho que derivó en el uso de los seudónimos Flo & Eddie.

## Discografía

### Flo & Eddie
- The Phlorescent Leech & Eddie (1972) EE. UU. #211
- Flo & Eddie (1974)
- Illegal, Immoral and Fattening (1975)
- Moving Targets (1976)
- Rock Steady With Flo & Eddie (1981)
- The History of Flo & Eddie and the Turtles (1983)
- The Best of Flo & Eddie (1987)
- The Turtles featuring Flo & Eddie Captured Live! (1992)
- New York "Times" (2009)